# التعدين في البرازيل

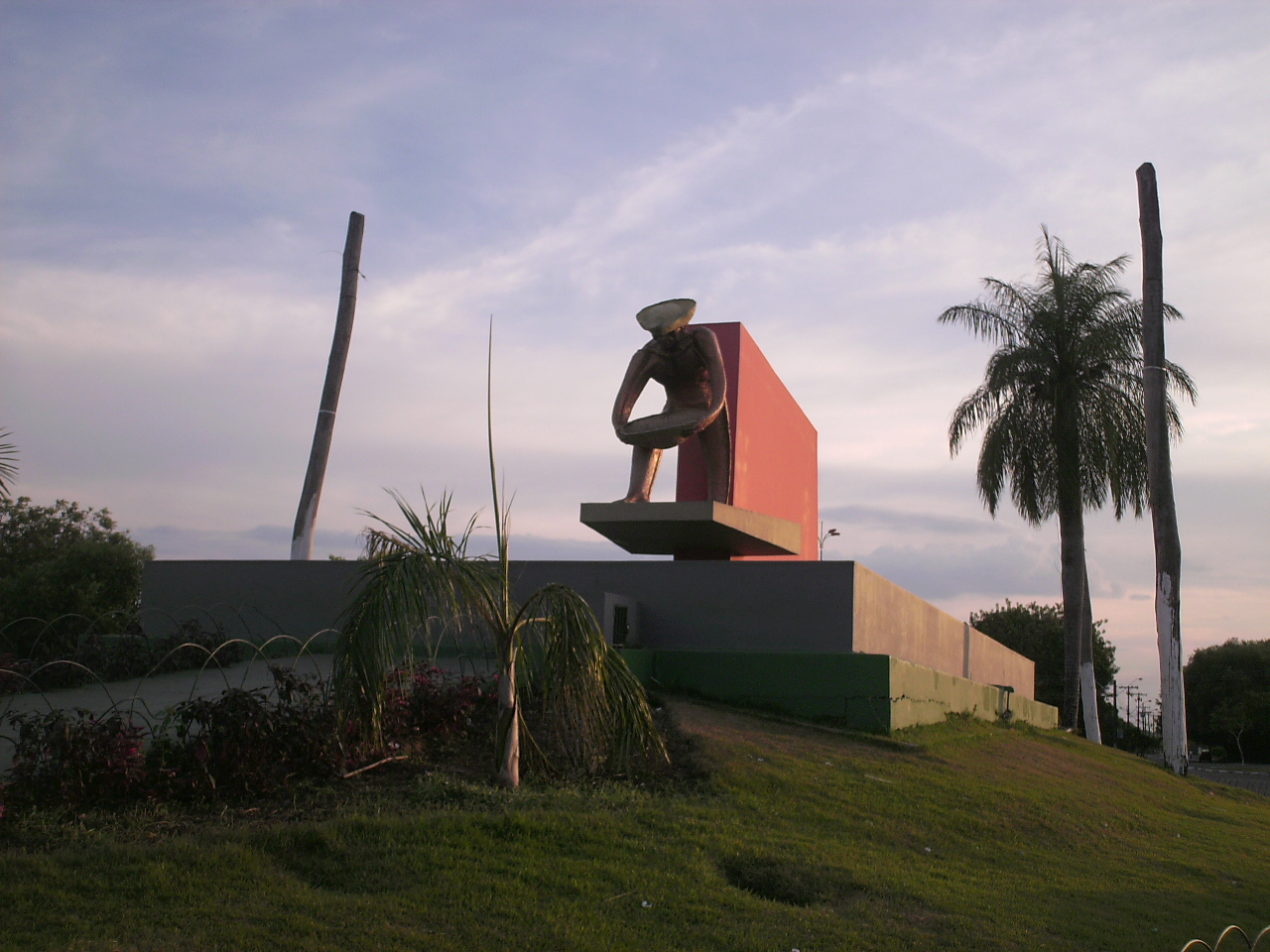
النصب التذكاري لغاريمبيروس

يتركز التعدين في البرازيل على استخراج الحديد (ثاني أكبر مصدر عالمي لخام الحديد) والنحاس والذهب والألمنيوم (البوكسيت - أحد أكبر 5 منتجين في العالم) والمنغنيز (أحد أكبر 5 منتجين في العالم) والقصدير ( أحد أكبر منتجي النيوبيوم في العالم) والنيوبيوم (يتركز 98٪ من احتياطيات النيوبيوم المعروفة في العالم) والنيكل. بخصوص الأحجار الكريمة، البرازيل هي أكبر منتج في العالم للجمشت والتوباز والعقيق وهي منتج كبير للتورمالين والزمرد والزبرجد والعقيق والأوبال.

## التاريخ
- اكتشاف أول حمى الذهب في تسعينيات القرن التاسع عشر، واكتشافات الذهب التي تمت في جداول ليست بعيدة عن مدينة بيلو هوريزونتي الحالية.
- في عام 1729 تم اكتشاف الماس في نفس المنطقة. بدأ هذا حمى الماس.
- بحلول عام 1760 كان ما يقرب من نصف ذهب العالم من البرازيل.
- في أوائل القرن الثامن عشر، جاء ما يقرب من 400.000 مهاجر برتغالي إلى جنوبي البرازيل.
- تم شحن أكثر من نصف مليون عبد أفريقي للعمل في مناجم الذهب.
- أنتج منجم الذهب جونجو سوكو، الذي كانت تديره جمعية التعدين الإمبراطورية البرازيلية في كورنوال باستخدام عمال مناجم كورنيش مهرة وعبيد غير مهرة، أكثر من 12000 كيلوغرام (26000 رطل) من الذهب بين عامي 1826 و 1856.[1]

## الوقت الحاضر
في عام 2019، كانت أرقام البرازيل على النحو التالي: كانت أكبر منتج للنيوبيوم في العالم (88.9 ألف طن)؛ ثاني أكبر منتج عالمي للتنتالوم (430 طنًا)؛ ثاني أكبر منتج عالمي لخام الحديد ( 405 مليون طن)؛ رابع أكبر منتج عالمي للمنغنيز (1.74 مليون طن)؛ رابع أكبر منتج عالمي للبوكسيت (34 مليون طن)؛ رابع أكبر منتج عالمي للفاناديوم (5.94 ألف طن)؛ خامس أكبر منتج عالمي لليثيوم (2.4 ألف طن)؛ سادس أكبر منتج عالمي للقصدير (14 ألف طن)؛ ثامن أكبر منتج عالمي للنيكل (60.6 ألف طن)؛ ثامن أكبر منتج عالمي للفوسفات (4.7 مليون طن)؛ ثاني أكبر منتج عالمي للذهب (90 طنًا)؛ رابع أكبر منتج عالمي للنحاس (360 ألف طن)؛ رابع أكبر منتج عالمي للتيتانيوم (25 ألف طن)؛ ثالث أكبر منتج عالمي للجبس (3 ملايين طن)؛ ثالث أكبر منتج عالمي للغرافيت (96 ألف طن)؛ أكبر منتج عالمي للكبريت (500 ألف طن)؛ تاسع أكبر منتج عالمي للملح (7.4 مليون طن)؛ إلى جانب إنتاج الكروم 200 ألف طن.